# Simon Ryfors
Simon Ryfors, född 16 augusti 1997 i Stockholm, är en svensk professionell ishockeyspelare som spelar för  Tampa Bay Lightning i NHL.
Ryfors moderklubb är HK Kings. Han började spela ungdom och juniorishockey i Hanhals IF. Inför säsongen 2013/2014 värvades han till Rögle BK för spel i deras juniorverksamhet. Säsongen 2016/2017 spelade han 46 matcher i SHL. Påföljande säsong noterades han för 8 poäng på 49 spelade matcher. Säsongen 2020/2021 producerade han 45 poäng (varav 25 mål) på 51 spelade matcher, vilket resulterade till en delad första plats i antal gjorda mål i SHL tillsammans med Daniel Viksten.